# Paolo Castellini
Paolo Castellini (Brescia, Italia, 25 de marzo de 1979) es un exfutbolista italiano. Jugaba de defensa y su primer equipo fue US Cremonese. Su último equipo fue la Associazione Sportiva Livorno Calcio de la Serie A de Italia.

## Clubes
| Club                    | País   | Año       |
| ----------------------- | ------ | --------- |
| US Cremonese            | Italia | 1996-2000 |
| Torino FC               | Italia | 2000-2004 |
| Brescia Calcio          | Italia | 2004      |
| Real Betis              | España | 2004-2006 |
| Parma FC                | Italia | 2006-2010 |
| AS Roma                 | Italia | 2010-2011 |
| Unione Calcio Sampdoria | Italia | 2011-2014 |
| AS Livorno              | Italia | 2014-     |

- Datos: Q1608309
- Multimedia: Paolo Castellini / Q1608309